# Manuel Pinto Osório
Manuel José Pinto Osório ComC • GOA • MOCE (1870 —  Porto, 18 de Maio de 1963), foi um engenheiro, militar e político português.

## Biografia

### Carreira profissional e militar
Alistou-se, apenas com 17 anos, como voluntário no Regimento de Caçadores n.º 9; devido às suas elevadas prestações na Escola Preparatória, ingressou na Escola do Exército, onde concluiu o curso de Engenharia, em 22 de Outubro de 1894. Foi integrado no Corpo Expedicionário Português, durante a Primeira Guerra Mundial. Atingiu o posto de Coronel.
Assumiu os cargos de Governador Civil no Distrito do Porto em 1915, Deputado da Nação em 1918, e Ministro do Comércio entre 1918 e 1919; exerceu, igualmente, como vice-presidente no Conselho de Administração da Companhia dos Caminhos de Ferro Portugueses, e presidente do Conselho Directivo da Gazeta dos Caminhos de Ferro, onde também foi colaborador. Participou na viagem inaugural da electrificação do troço entre as Estações de Lisboa-Santa Apolónia e Santarém, na Linha do Norte, em 24 de Janeiro de 1958.

### Morte
Manuel José Pinto Osório morreu em 18 de Maio de 1963, no Porto, com 93 anos de idade.

## Prémios e homenagens
Manuel Pinto Osório foi condecorado com a Medalha de Prata da Cruz Vermelha Espanhola, a Medalha de Ouro de Comportamento Exemplar, a Medalha Comemorativa das Campanhas e a Medalha da Vitória (Primeira Guerra Mundial).
Foi feito Comendador da Ordem Militar de Cristo a 28 de Fevereiro de 1919 e Grande-Oficial da Ordem Militar de Avis a 5 de Outubro de 1923.